# Alvin Straight
Alvin Boone Straight (* 17. Oktober 1920 in Scobey, Montana; † 19. November 1996 in Laurens, Iowa) war ein US-Amerikaner, der bekannt wurde, weil er mit einem Aufsitzmäher rund 390 km durch den Mittleren Westen fuhr, um seinen kranken Bruder zu besuchen.

## Leben
Alvin Straight diente als Soldat der US-Army im Zweiten Weltkrieg und im Koreakrieg. Im zivilen Leben arbeitete er viele Jahre als Hilfsarbeiter. Im Jahr 1973 zog er mit seiner Familie nach Iowa, zunächst nach Lake View, später nach Laurens. Aus seiner Ehe hatte er fünf Söhne und zwei Töchter. Seine Ehefrau Francis, mit der er seit 1946 verheiratet war, starb 1981.
Bekannt wurde Alvin Straight einer breiten Öffentlichkeit, nachdem er mit einem Rasenmähertraktor rund 240 Meilen (rund 390 Kilometer) von seinem Wohnort Laurens nach Blue River, Wisconsin, gefahren war. Er wollte seinen damals 80-jährigen Bruder Henry Straight (1914–1998) besuchen, der einen Schlaganfall erlitten hatte. Alvin Straight besaß keinen Führerschein, so dass er sich im Juli 1994 mit seinem John-Deere-Rasenmäher und mit einer Campingausrüstung in einem Anhänger auf den Weg machte. Die Höchstgeschwindigkeit betrug 8 km/h, die Fahrt dauerte – mit einigen Pannen – sechs Wochen. Er fuhr auf dem Seitenstreifen der Highways. Nach vier Tagen, 21 Meilen von zu Hause entfernt, hatte sein Gefährt eine Panne, bei der Kondensator, Zündkerzen, Generator und Anlasser ersetzt werden mussten. Nach weiteren 90 Meilen ging Alvin Straight das Geld aus, so dass er einige Tage auf einem Campingplatz verbrachte, bis sein Rentenscheck eintraf. Dort gab er einer Lokalzeitung ein erstes Interview. Am 15. August – zwei Meilen vor dem Haus seines Bruders – hatte der Rasenmäher erneut eine Panne. Ein Bauer half ihm, das Gerät den Rest des Weges zu schieben. Nach seinem Besuch brachte ihn der Sohn seines Bruders mit einem Pick-up zurück nach Hause. Sein Bruder Henry zog nach seiner Genesung zum Rest seiner Familie nach Iowa.
Die Medien wurden auf die Geschichte von Alvin Straight aufmerksam und er erhielt Einladungen in die Fernsehshows von Jay Leno und David Letterman – ihm war die öffentliche Aufmerksamkeit allerdings lästig und er lehnte die Einladungen ab. Paul Condit, Präsident und General Manager der Texas Equipment Company, Inc., Seminole (Texas), hörte von der Reise und schenkte Straight einen John-Deere-Aufsitzmäher mit 13 kW (17 hp) im Wert von 5.000 US-Dollar.
Alvin Straight starb im November 1996 im Alter von 76 Jahren an einer Herzerkrankung. Bei seiner Beerdigungsprozession fuhr auch ein Rasenmäher mit, der dem ähnlich war, mit dem er nach Iowa gefahren war. 1999 wurde seine Geschichte als Eine wahre Geschichte – The Straight Story unter Regie von David Lynch verfilmt. Die Rolle des Alvin Straight wurde von Richard Farnsworth gespielt, der hierfür eine Oscar-Nominierung erhielt.